# Walter Kollmann
Walter Kollmann   (Àustria, 17 de juny de 1932 - 16 de maig de 2017) fou un futbolista austríac de la dècada de 1950.
Fou 16 cops internacional amb la selecció de futbol d'Àustria amb la qual participa als Mundials de 1954 i 1958.
Pel que fa a clubs, destacà a Wacker Wien.